# رد پای جانور

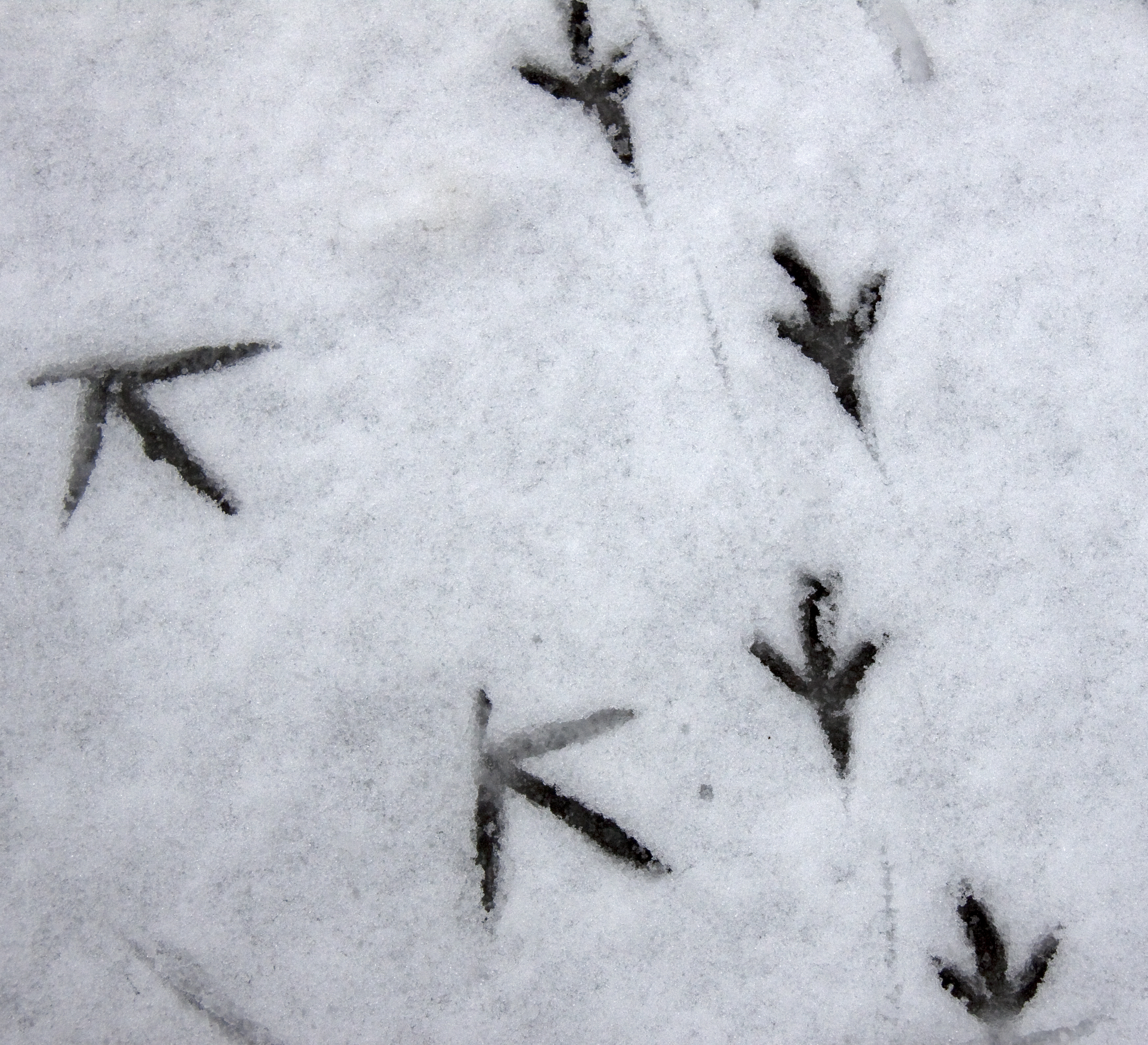
رد پای پرندگان در برف

رد پای جانوران (به انگلیسی: Animal track)، اثری است که توسط جانوری که روی آن راه می‌رود در خاک، برف یا گل یا روی سطح دیگری از زمین باقی می‌ماند. ردیابی جانوران توسط طبیعت‌گرایان برای شناسایی جانورانی که در یک منطقه زندگی می‌کنند و توسط شکارگران برای ردیابی طعمه خود به کار می‌رود.
معمولاً از کتاب‌ها برای شناسایی رد پای جانوران استفاده می‌شود که ممکن است بر پایهٔ وزن جانور خاص و نوع لایه‌هایی که در آن ساخته شده‌اند متفاوت به نظر برسند.
رد پاها در طول میلیون‌ها سال می‌توانند تبدیل به رد سنگواره‌ای شوند. به همین دلیل است که می‌توانیم رد پای دایناسورهای سنگواره‌ای را در برخی از انواع صخره‌ها ببینیم. این نوع سنگواره ردیابی سنگواره‌ای نامیده می‌شوند زیرا آنها به جای خود جانور، اثری از یک جانور باقی‌مانده هستند. در دیرینه‌شناسی، رد پاها اغلب به‌عنوان ماسه‌سنگ پُر می‌شوند و قالب طبیعی مسیر را تشکیل می‌دهند.

## نگارخانه

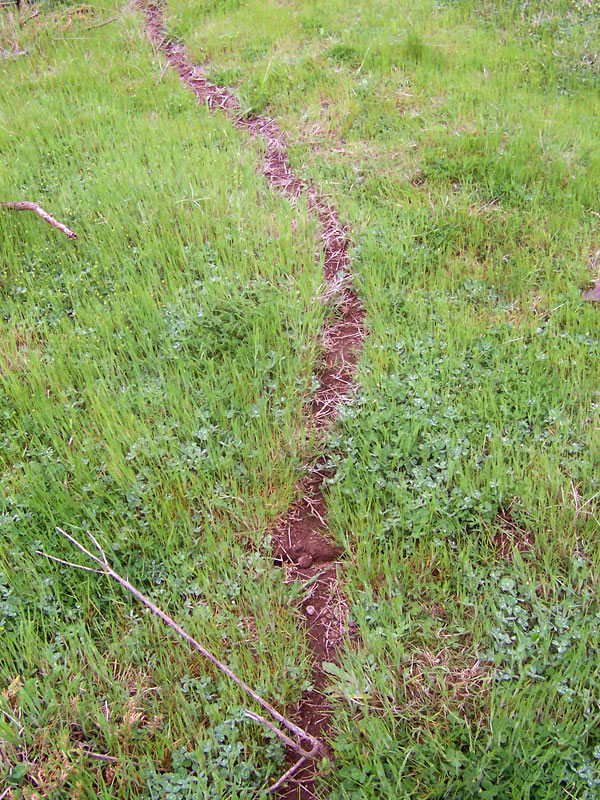
رد مورچه
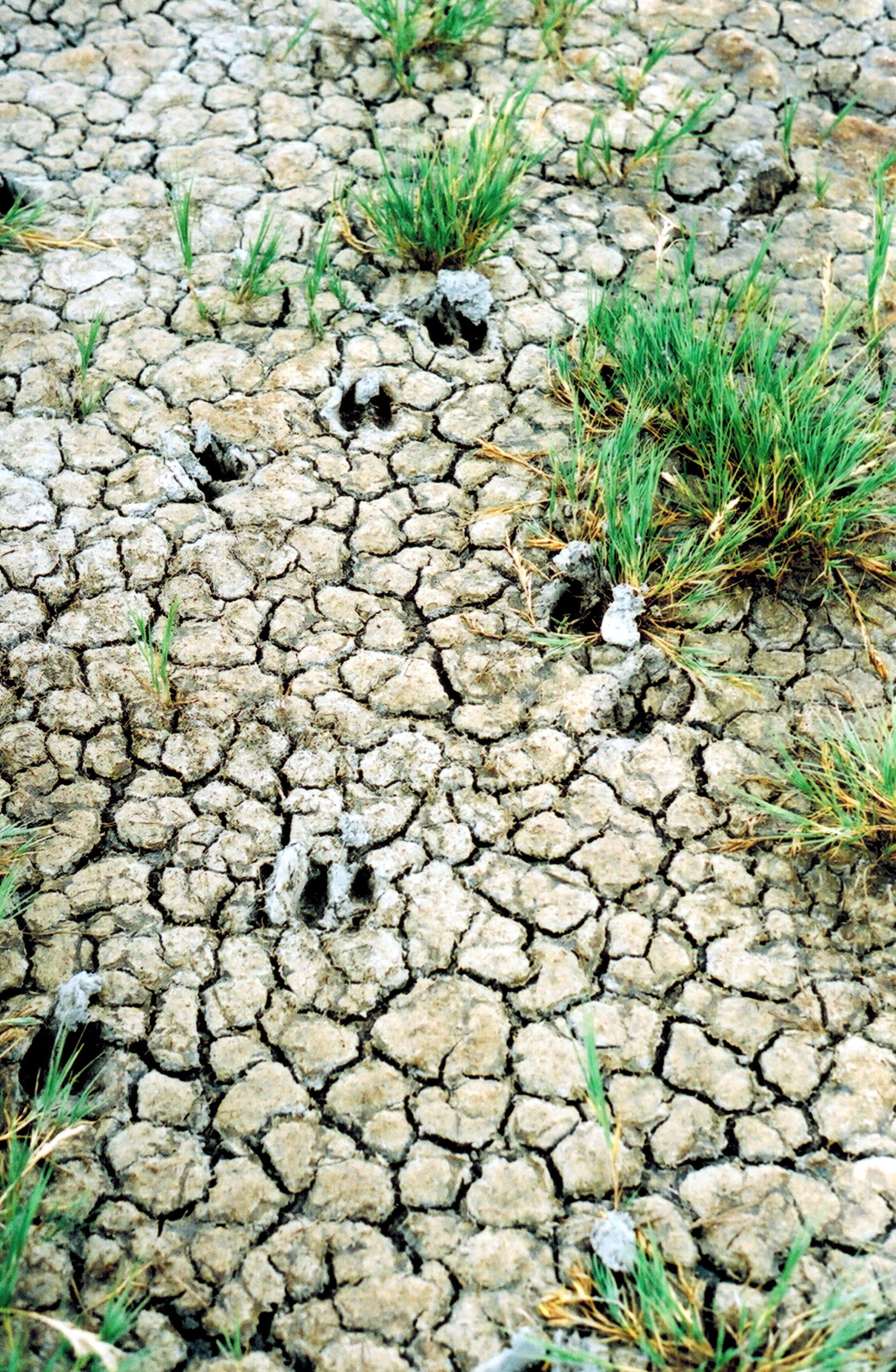
رد پای آنتلوپ
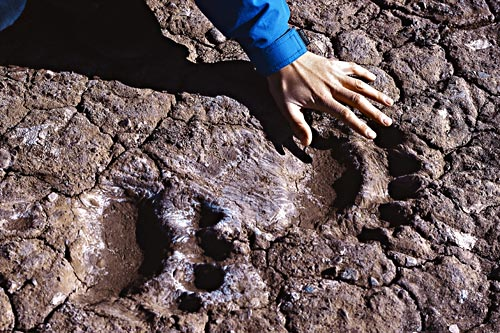
رد پای خرس
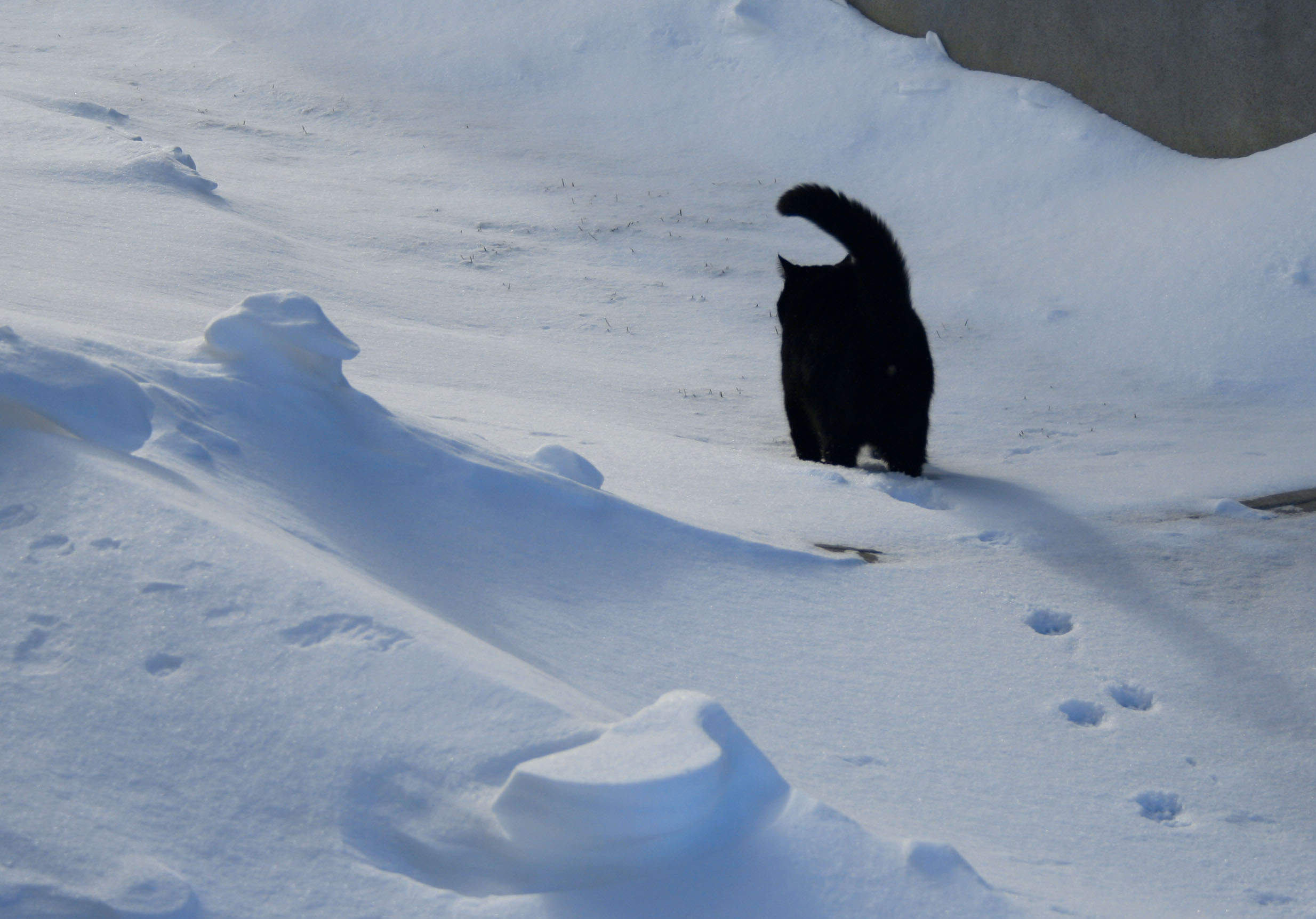
رد پای گربه در برف
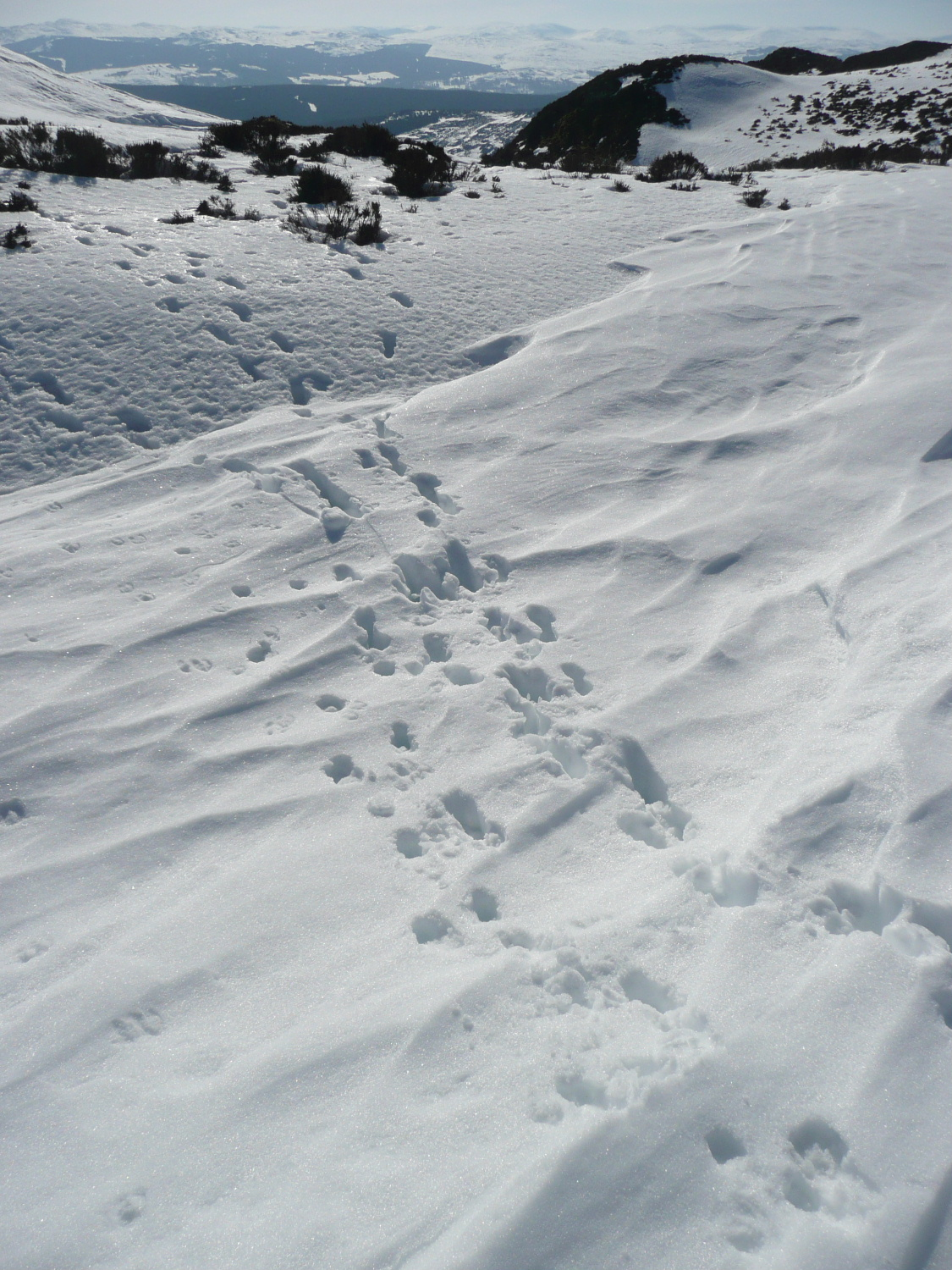
رد پای گوزن در برف
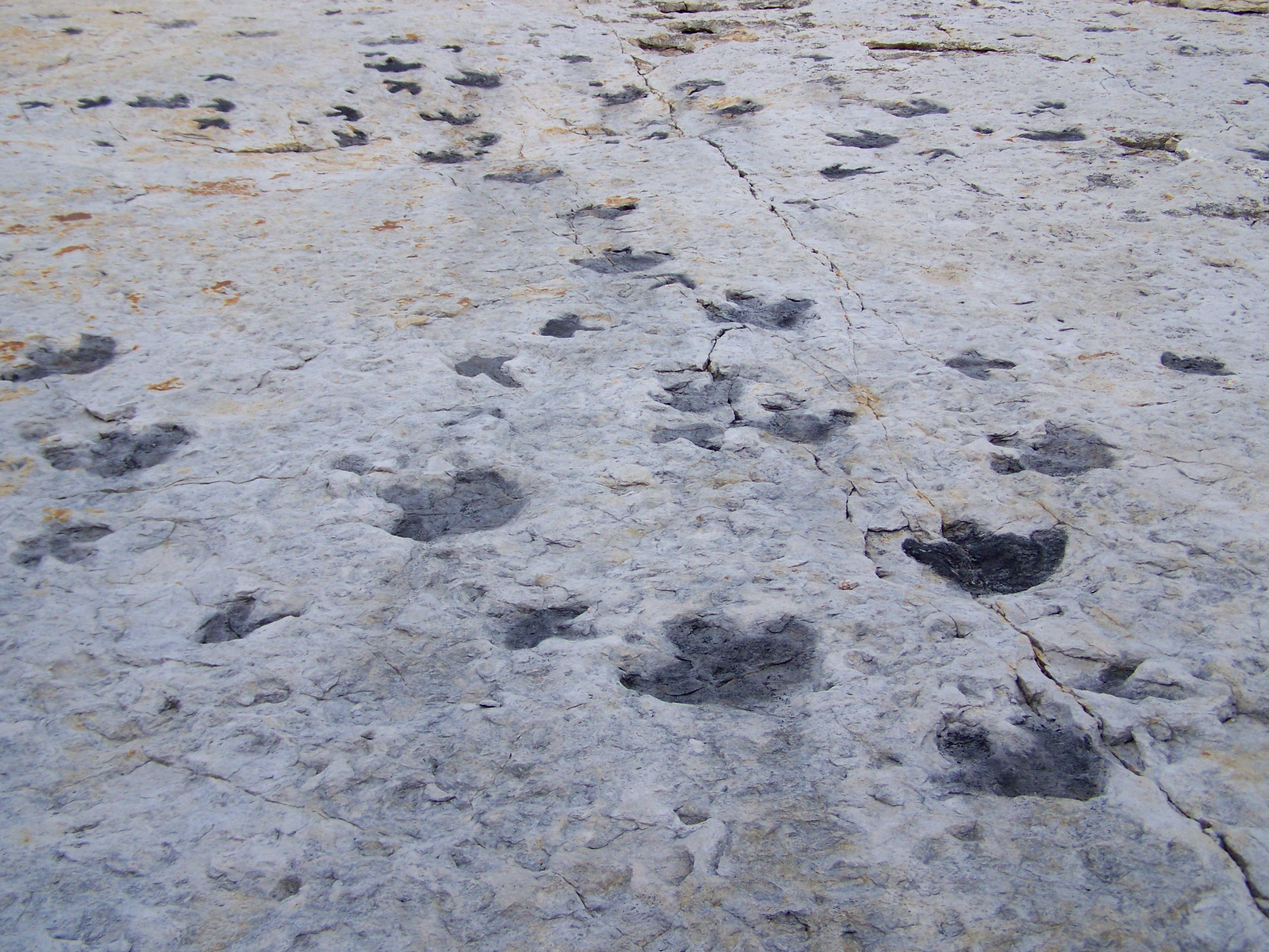
رد پای دایناسور
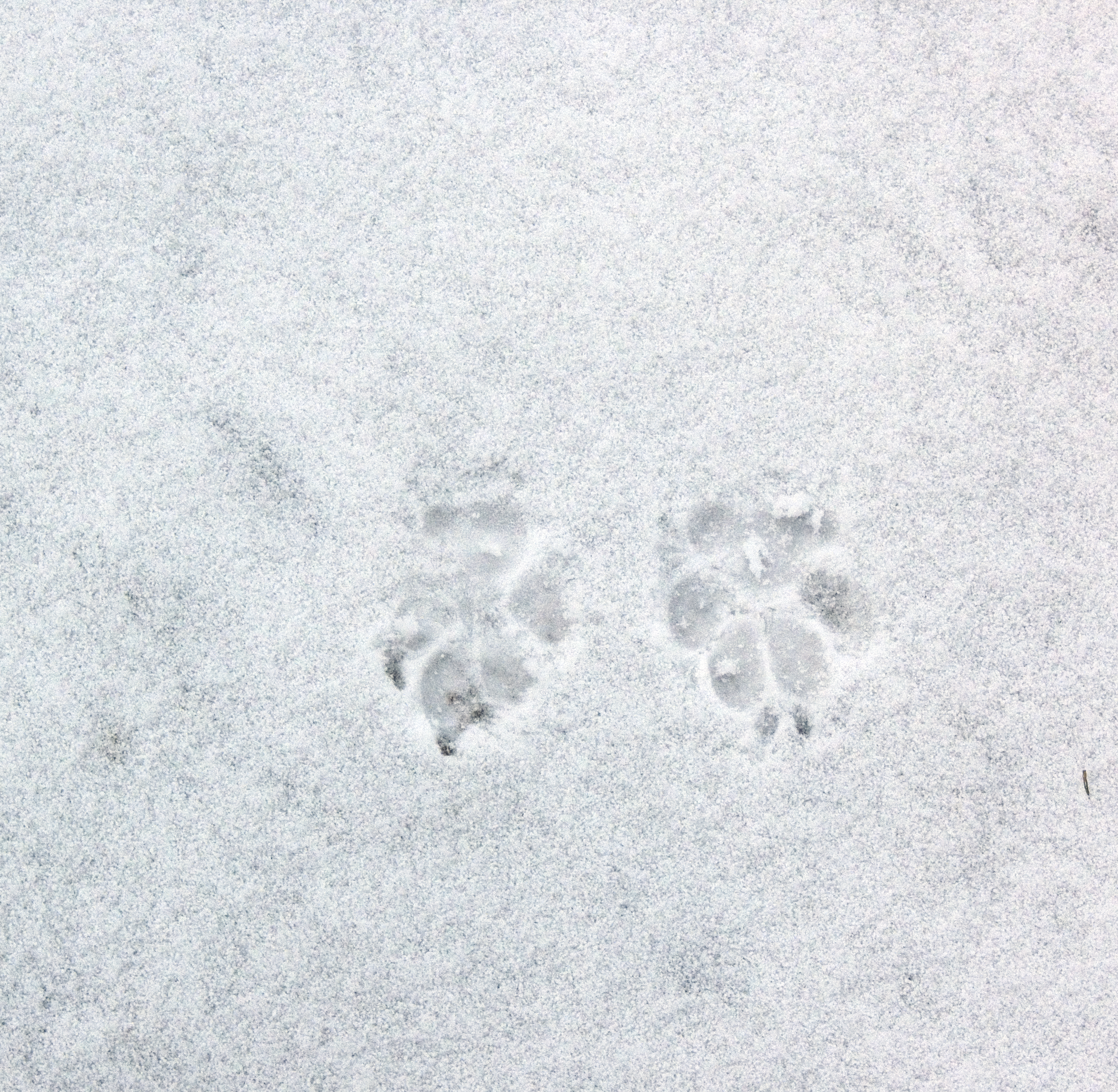
رد پای سگ در برف
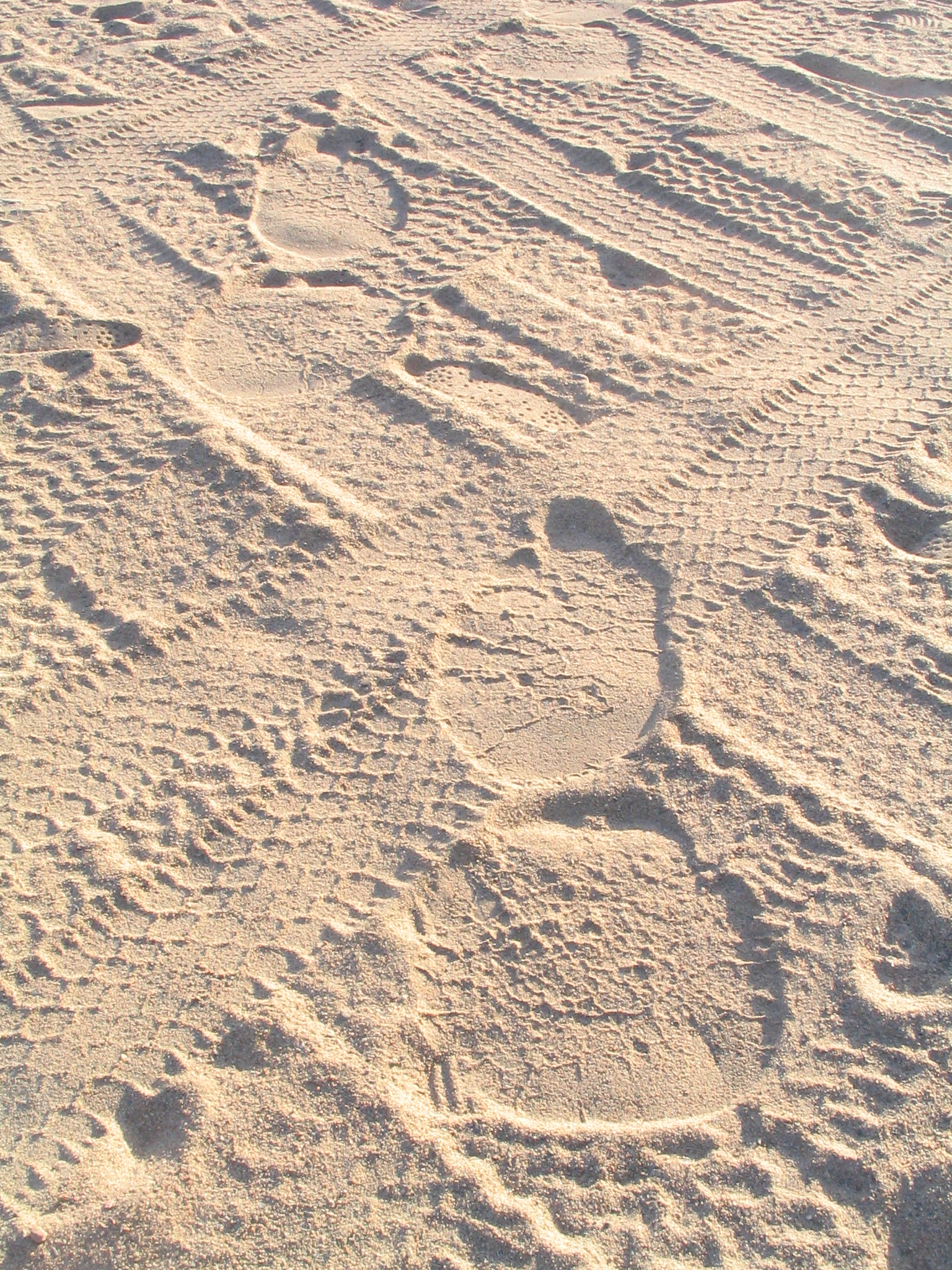
رد پای فیل
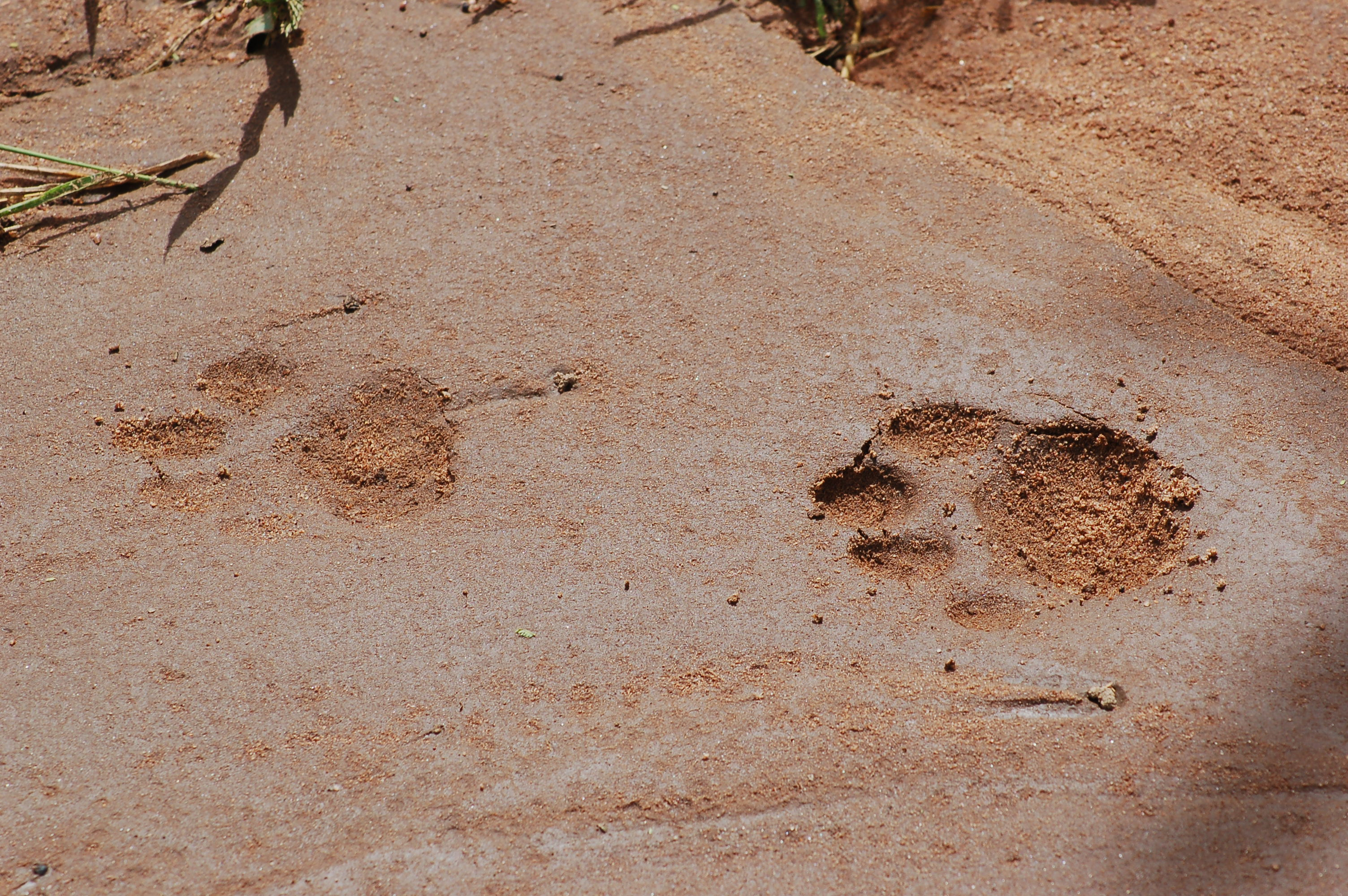
رد پای شیر
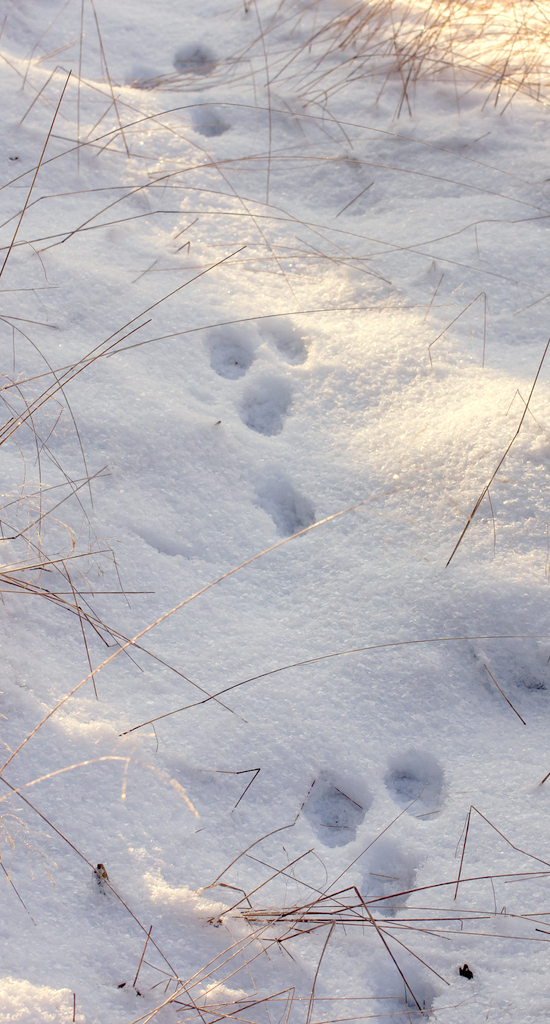
رد پای خرگوش در برف
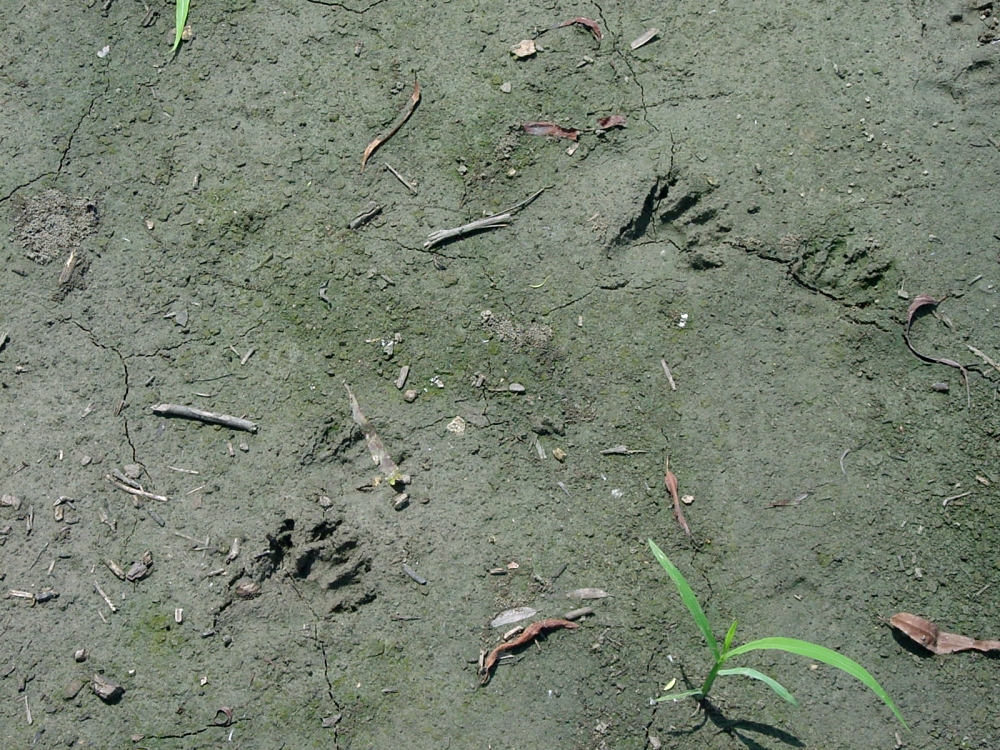
رد پای راکون
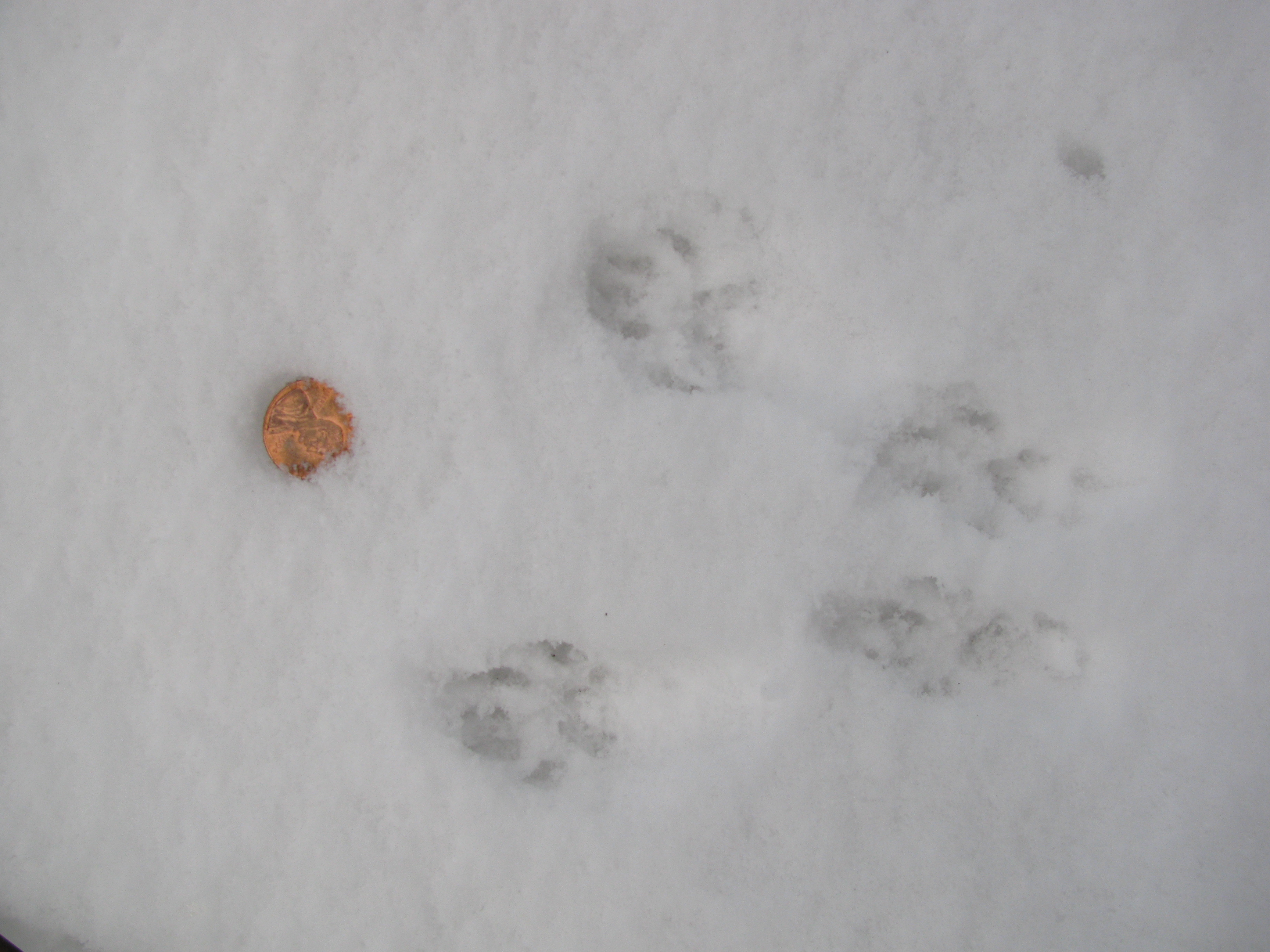
رد پای سنجاب در برف
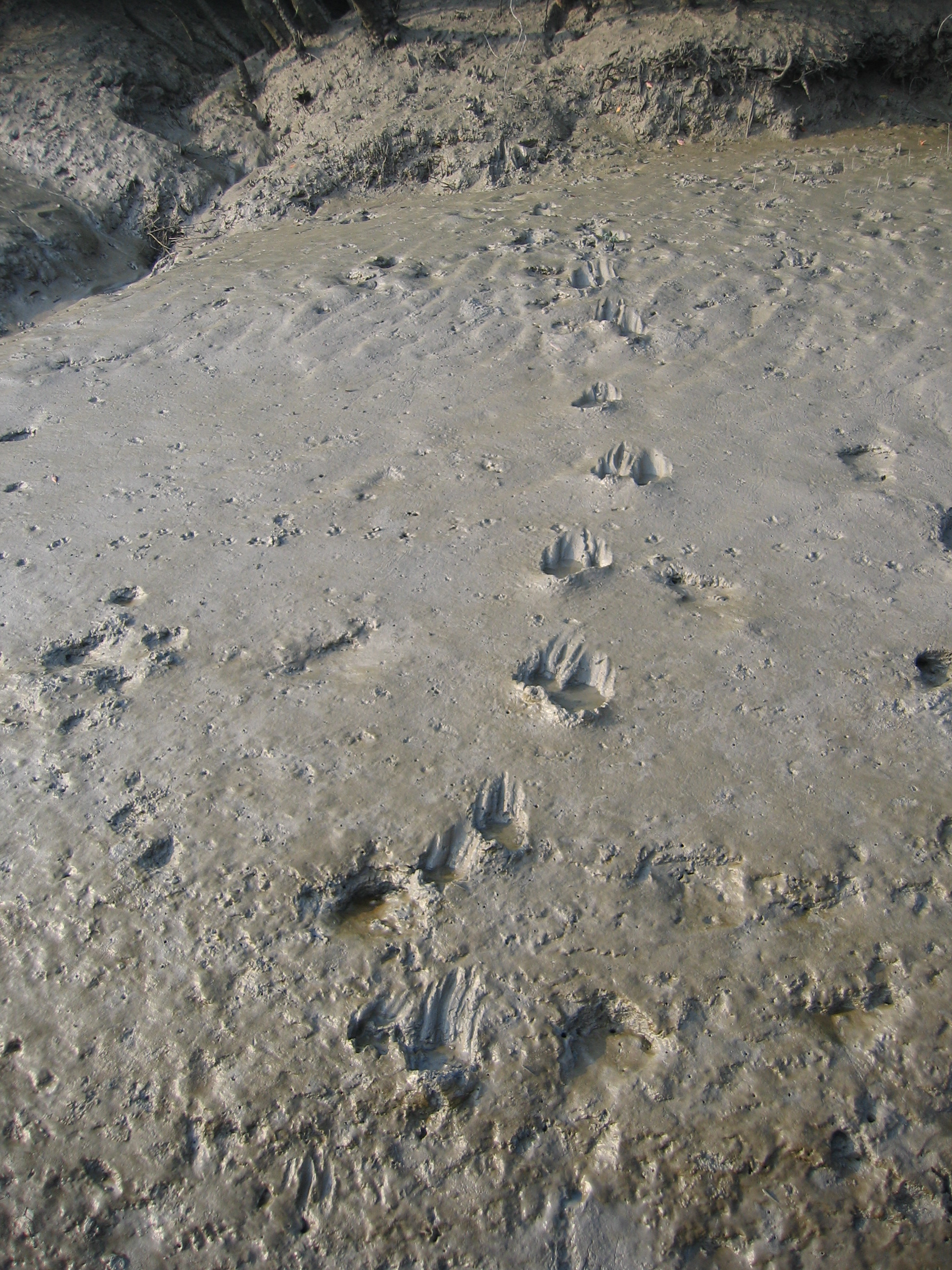
رد پای ببر
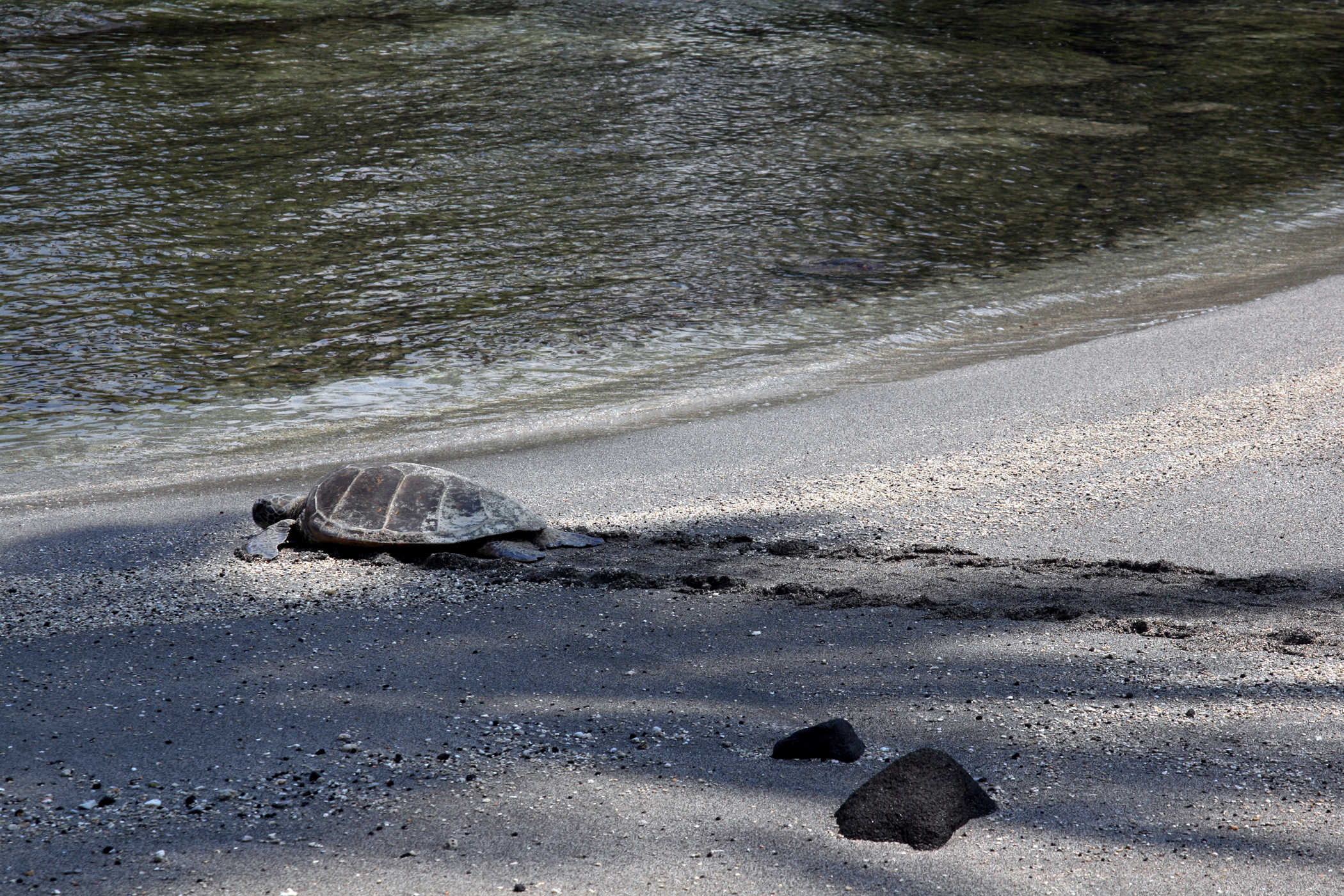
رد پای لاک‌پشت